# Panzerregiment Kurmark
Het Panzerregiment Kurmark  was een Duits tankregiment van de Wehrmacht tijdens de Tweede Wereldoorlog.

## Krijgsgeschiedenis
Panzerregiment Kurmark werd opgericht op 31 januari 1945 aan de Oder uit de Ersatz-Brigade Großdeutschland. Een I. Abteilung werd gevormd met gebruikmaking van 1./Pz.Jg.Abt.1551. De I./Pz.Rgt. Brandenburg werd op 2 februari 1945 toegewezen aan het regiment.
Het regiment maakte bij oprichting deel uit van de Pantsergrenadierdivisie Kurmark en bleef dat gedurende zijn hele bestaan.
Het regiment capituleerde (met de rest van de divisie) bij Jerichow aan Amerikaanse troepen op 5 mei 1945.

## Samenstelling bij oprichting
- I. Abteilung met 4 compagnieën (1-4)

## Wijzigingen in samenstelling
Geen bekend.

## Opmerkingen over schrijfwijze
- Abteilung is in dit geval in het Nederlands een tankbataljon.
- II./Pz.Rgt. Kurmark = het 2e Tankbataljon van Panzerregiment Kurmark

## Commandanten
| Rang  | Naam         | Begin           | Eind          |
| ----- | ------------ | --------------- | ------------- |
| Major | Helmut Hudel | 31 januari 1945 | februari 1945 |
| Major | Frotscher    | 1945            | 1945          |

Panzerregiment 1 · Panzerregiment 2 · Panzerregiment 3 · Panzerregiment 4 · Panzerregiment 5 · Panzerregiment 6 · Panzerregiment 7 · Panzerregiment 8 · Panzerregiment 9 · Panzerregiment 10 · Panzerregiment 11 · Panzerregiment 15 · Panzerregiment 16 · Panzerregiment 17 · Panzerregiment 18 · Panzerregiment 21 · Panzerregiment 22 · Panzerregiment 23 · Panzerregiment 24 · Panzerregiment 25 · Panzerregiment 26 · Panzerregiment 27 · Panzerregiment 28 · Panzerregiment 29 · Panzerregiment 31 · Panzerregiment 33  · Panzerregiment 35 · Panzerregiment 36 · Panzerregiment 39 · Panzerregiment 69 · Panzerregiment 80 · Panzerregiment 100 · Panzerregiment 101 · Panzerregiment 102 · Panzerregiment 116 · Panzerregiment 118 · Panzer-Lehr-Regiment 130 · Panzerregiment 201 · Panzerregiment 202 · Panzerregiment 203 · Panzerregiment 204 · Schweres Panzer-Regiment Bäke · Panzerregiment Brandenburg · Panzerregiment Coburg · Panzerregiment Feldherrnhalle · Panzerregiment Feldherrnhalle 2 · Panzerregiment Hermann Göring · Panzerregiment Großdeutschland · Panzerregiment Kurmark · Panzerregiment von Lauchert · Panzerregiment Major Rettemeier · Fallschirm-Panzerregiment 1 · Fallschirm-Panzerregiment 21 · SS-Panzerregiment 1 LSSAH · SS-Panzerregiment 2 · SS-Panzerregiment 3 · SS-Panzerregiment 5 · SS-Panzerregiment 9 · SS-Panzerregiment 10 · SS-Panzerregiment 11 · SS-Panzerregiment 12